# Meritor
Meritor war ein US-amerikanischer Zulieferer der Automobilindustrie für Pkw, Nutzfahrzeuge, Anhänger, OEM-Sonderfahrzeuge und Ersatzteilmärkte. Der Hauptsitz von Meritor lag in Troy, Michigan.

## Geschichte

Logo von 2000 bis 2011

Meritor wurde  1997 als Spin-off der Rockwell International gegründet. Nach der Akquisition von Arvin Industries, Inc. im Jahr 2000 wurde das Unternehmen als ArvinMeritor fortgeführt. Eine 2003 geplante Übernahme des Konkurrenten Dana scheiterte. 
Am 2. Februar 2007 gab die Konzernleitung in Troy bekannt, dass das Abgasanlagengeschäft (Emissions Technologies business group) an One Equity Partners (OEP) verkauft wird. Die Transaktion kostete ungefähr 310 Millionen Dollar und wurde am 17. Mai 2007 abgeschlossen. Der Name der neuen Gesellschaft war EMCON Technologies. Mit dem Abgasanlagengeschäft wurden auch die deutschen Standorte der Zeuna Stärker GmbH & Co. KG in Augsburg mit Montagewerken (Customer Value Center) in Lilienthal bei Bremen (für Mercedes-Benz) und Leipzig (für Porsche) verkauft.
Im Augsburger Werk wurden Abgasanlagen (Emissions Technologies), vorzugsweise für den Pkw-Bereich (Business Unit: Light Vehicle Systems), entwickelt, zur Serienreife geführt und gefertigt.

Zum 30. März 2011 änderte das Unternehmen den Namen von ArvinMeritor Inc. wieder zu Meritor Inc. Mit Abschluss zum 3. August 2022 wurde Meritor von Cummins übernommen. Daraufhin wurde das Unternehmen komplett in den Cummins-Konzern integriert.